# ZOO busz (Miskolc)
A ZOO busz egy igény szerint közlekedő buszjárat Miskolcon. Az MVK Zrt. üzemelteti a Felső-Majláth és a Vadaspark között. Miskolc első, teljes mértékben igény szerint közlekedő buszjárata (több más járaton csak a hajnali és esti órákban közlekedő buszoknál tesztelték az igény szerinti közlekedést). 2013. június 17-én indult, a nyári időszakban megnövekedő látogatottságú Vadaspark kiszolgálására, a volt 55-ös busz helyett, a tervek szerint csak május és szeptember között közlekedett volna, de már az első évben meghosszabbították ezt az időszakot a nagy érdeklődés miatt. A működése alatti első három hónapban közel 5000 utasa volt. A busz telefonon vagy a www.hivomabuszt.hu oldalon igényelhető.
Minden évben Október közepétől Április közepéig nem üzemel.

## Megállóhelyei
| 0  | Felső-Majláth végállomás | 7 | 1 , 5, 15, 21, 53, 54, 101B | Autóbusz- és villamos-végállomás, LÁEV kisvasút telephely     |
| 2  | Hóvirág utca             | 6 | 1, 5, 15, 53                |                                                               |
| 3  | Papírgyár                | 5 | 1, 5, 15, 53                | Diósgyőri Papírgyár                                           |
| 4  | Majális-park             | 4 | 1, 5, 15, 53                | Csanyik                                                       |
| 10 | Vadaspark végállomás     | 0 |                             | Miskolci Állatkert és Kultúrpark, Bükki Nemzeti Park, Csanyik |

## Külső hivatkozások
- Az MVK Zrt. hivatalos oldala
- Garázsmenet.tvn.hu